# Finders Keepers (film fra 1921)
Finders Keepers er en amerikansk stumfilm fra 1921 af Otis B. Thayer.

## Medvirkende
- Edmund Cobb som Paul Rutledge
- Violet Mersereau som Amy Lindel
- Dorothy Bridges som Oliva Satterlee
- Verne Layton som Hobart Keith
- S. May Stone som Mrs. Satterlee